# Józef Chełkowski
Józef Kembłan Chełkowski (ur. 3 listopada 1766 w Pokrzywnicy, zm. 30 października 1837 w Poznaniu) – ksiądz katolicki, kanonik, biskup pomocniczy archidiecezji poznańskiej (będącej w tym czasie w unii personalnej z archidiecezją gnieźnieńską).

## Życiorys
Pochodził z rodziny szlacheckiej legitymującej się herbem Wczele. Kształcił się w rodzinnej Pokrzywnicy, we Wschowie, a od 1786 w seminarium św. Krzyża w Warszawie, prowadzonym przez księży Misjonarzy. 25 lipca 1790 biskup Kacper Kazimierz Cieciszowski udzielił mu święceń diakonatu, a 18 września tego roku otrzymał święcenia kapłańskie z rąk biskupa Antoniego Malinowskiego. Po święceniach przez krótki czas pracował w Warszawie, a w 1792 został proboszczem w Oporowie. Urząd ten pełnił ponad 40 lat. Biskup Teofil Wolicki mianował go kanonikiem kapituły poznańskiej. Funkcję tę przyjął w 1830 zachowując posadę proboszcza w Oporowie. 
W 1833 arcybiskup Marcin Dunin mianował go biskupem pomocniczym. Został jednocześnie mianowany biskupem tytularnym Tricomii. Sakrę biskupią otrzymał 7 lipca 1833. Już od czasów pracy w Oporowie miał problemy ze zdrowiem. Zmarł na suchoty 30 października 1837. Pochowany 4 listopada w Poznaniu. Na pamiątkę pracy duszpasterskiej w Oporowie na tamtejszym cmentarzu postawiono na prośbę samego biskupa pamiątkowy pomnik.